# リリアン・ノウルズ
リリアン・シャーロット・アン・ノウルズ（Lilian Charlotte Anne Knowles、旧姓：トムン (Tomn)、1870年 – 1926年）は、1920年代にロンドン・スクール・オブ・エコノミクス (LSE) で経済史の教授を務めたイギリスの歴史家。

## 経歴

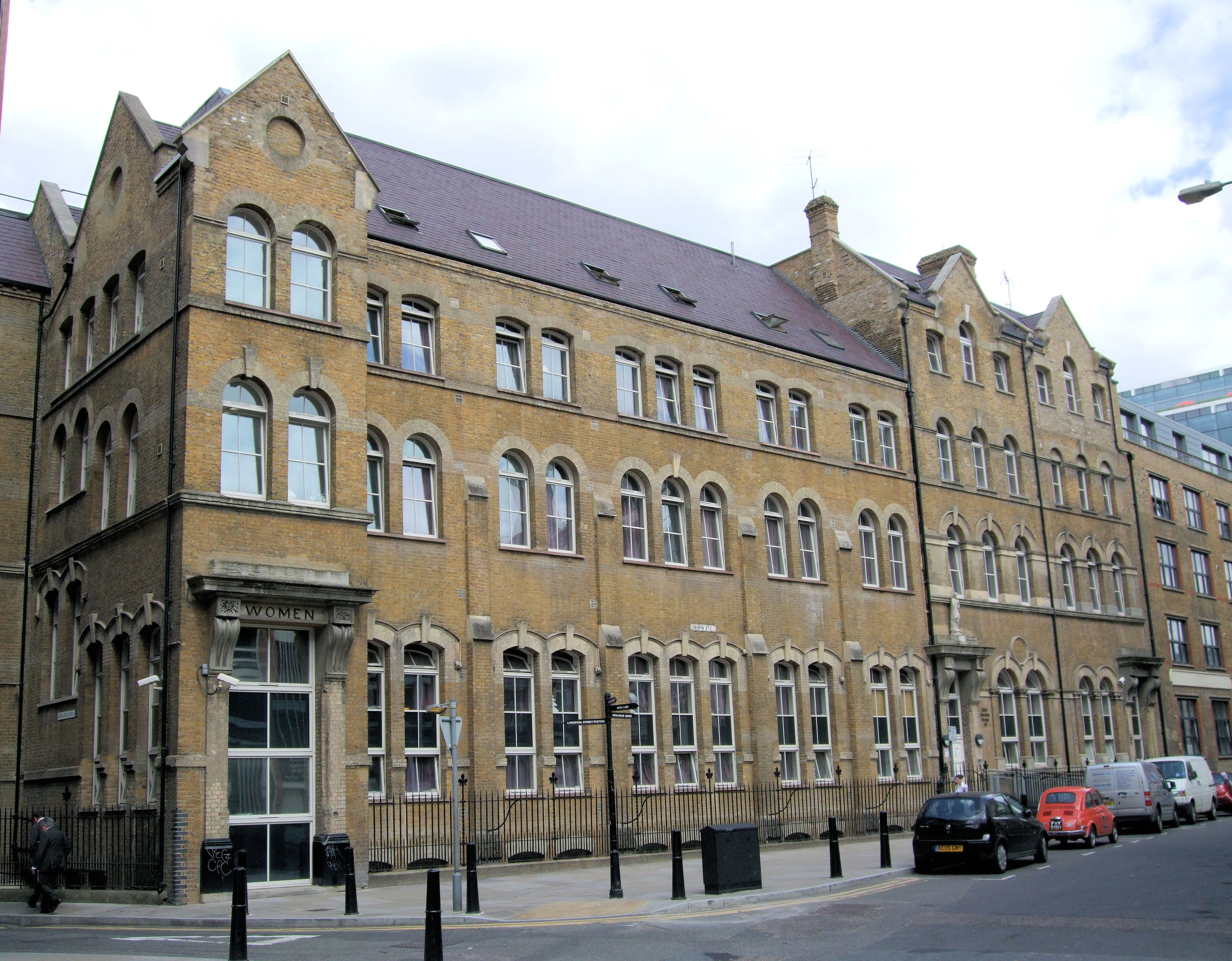
LSEの大学院生用の学生寮、リリアン・ノウルズ・ハウス。

コーンウォール州トゥルーロに生まれた彼女は、トゥルーロ高校に学んだ。家族とともに大陸ヨーロッパ各地を旅して回った後、彼女はケンブリッジ大学のガートン・カレッジに進んだ。ガートンでは歴史学と法学を専攻し、1894年には歴史学と法学（第1部）の両方でトライポスを獲得した。いずれも「1級」と判定され、彼女は法学のトライポス1級を獲得した最初の女性となった。彼女が学位を得ようとしていた当時は、ケンブリッジ大学は女性に学位を与えていなかった。ノウルズは、当時のケンブリッジ大学やオックスフォード大学に学んでいた多数の女学生たちと同様に、その後1907年になってから、汽船でアイルランドに渡り、ダブリン大学トリニティ・カレッジで同等学位の認定 (ad eundem) を受けていた。彼女が授与されたのはDLitt.であった。こうして彼女は、いわゆる「スティームボート・レディーズ (steamboat ladies)」のひとりとなった。
1896年から1899年にかけて、彼女はLSE最初の研究生のひとりとなり、准講師 (occasional lecturer) として教鞭もとった。1904年、彼女はLSEで現代経済史の正規教員の地位を得たが、マキシン・バーグによれば、これは「イギリスの大学におけるこの科目最初の正規常勤教員になった」ことを意味していたという。1907年、彼女は経済史のリーダーとなった。1921年、彼女は経済史の教授に昇任し、マンチェスター大学のジョージ・アンウィン (George Unwin) に次いで、この科目を担当するイギリスで2人目の教授となった。1920年から1924年にかけて、彼女はロンドン大学の経済学部長 (Dean of the Faculty of Economics) を務めた。
他にも、1919年から1920年にかけて所得税に関する王立委員会 (Royal Commission on Income Tax) 委員となったほか、王立経済学会や王立歴史学会の評議員なども務めた。

## 遺されたもの
LSEは、2006年から、大学院生のために360室を備えた寮を設けた。この建物はヴィクトリア朝の建物を改装したもので、「リリアン・ノウルズ・ハウス (Lilian Knowles House)」と呼ばれている

## おもな著書
- Knowles, Lilian Charlotte Anne. (1921). The industrial and commercial revolutions in Great Britain during the nineteenth century. London: Routledge.
- Knowles, Lillian Charlotte Anne. (1924). The economic development of the British overseas empire, London: Routledge.